# Spodnje Pirniče
Spodnje Pirniče – wieś w Słowenii, w gminie Medvode. W 2018 roku liczyła 789 mieszkańców.